# Municipio de Delaware (Dakota del Sur)
El municipio de Delaware (en inglés: Delaware Township) es un municipio ubicado en el condado de Lincoln en el estado estadounidense de Dakota del Sur. En el año 2010 tenía una población de 194 habitantes y una densidad poblacional de 2,09 personas por km².

## Geografía
El municipio de Delaware se encuentra ubicado en las coordenadas 43°12′52″N 96°51′55″O / 43.21444, -96.86528. Según la Oficina del Censo de los Estados Unidos, el municipio tiene una superficie total de 92.94 km², de la cual 92,94 km² corresponden a tierra firme y (0 %) 0 km² es agua.

## Demografía
Según el censo de 2010, había 194 personas residiendo en el municipio de Delaware. La densidad de población era de 2,09 hab./km². De los 194 habitantes, el municipio de Delaware estaba compuesto por el 98,45 % blancos y el 1,55 % eran de una mezcla de razas. Del total de la población el 1,03 % eran hispanos o latinos de cualquier raza.